# Ectoedemia kowynensis
Ectoedemia kowynensis là một loài bướm đêm thuộc họ Nepticulidae. Nó được miêu tả bởi Scoble năm 1983. Loài này có ở Nam Phi (Nó đã dược miêu tả ở Kowyn's Pass in Transvaal).
Ấu trùng ăn Maytenus peduncularis.